# Городенка (приток Хревицы)
Городенка — река в России, протекает по Ленинградской области. Левый приток Хревицы.

## География
Река Городенка берёт начало южнее деревни Кряково. Течёт на запад. Устье реки находится у деревни Ивановское в 4,4 км по левому берегу реки Хревицы. Длина реки составляет 11 км.

## Данные водного реестра
По данным государственного водного реестра России относится к Балтийскому бассейновому округу, водохозяйственный участок реки — Луга от в/п Толмачево до устья. Относится к речному бассейну реки Нарва (российская часть бассейна).
Код объекта в государственном водном реестре — 01030000612102000026565.